# Mail Boxes Etc.
Mail Boxes Etc., Inc.（以下、MBE社と記す）は、
- The UPS Store（UPSストア）
- Mail Boxes Etc.（MBE、メールボックス・エトセトラ[1]）

の店名でビジネスコンビニのフランチャイズチェーンを展開する、アメリカ合衆国の企業である。2001年より大手運送会社「ユナイテッド・パーセル・サービス」社（以下、UPS社と記す）の子会社となっている。各店舗では、
- 荷物・郵便物の発送受付業務
- 私設私書箱業務
- 公証業務
- 梱包業務
- 梱包用品販売
- ドキュメントサービス（コピーサービスほか）

等の業務を行っている。
アメリカ合衆国のThe UPS StoreおよびMBE各店舗は、MBE社の許諾を受けた各フランチャイジー（加盟業者）がそれぞれ独立して所有、運営している。それ以外の国においては、MBE社と契約を結んだ各国のマスターライセンシーが直接、あるいはそのフランチャイジーが店舗を所有、運営している。34ヶ国に合わせて5,982店舗が存在しており、うち3⁄4程度はアメリカ合衆国内にある（店舗数は2008年7月時点）。

## アメリカ合衆国
1980年に創業され、1997年に企業備品販売業者「U.S.Office Product」社の傘下に入った。2001年にはUPS社の傘下に移り、のちに同国にあったMBE店舗の大半がThe UPS Storeへと店名を変更した。

### 料金
The UPS Storeでの運送料は、基本運賃、フューエル・サーチャージ、レジデンシャル・サーチャージ（必要な場合には）も含めて、UPS一般料金以下にするようUPS社により定められている。オプションとして追加料金が適用される場合もあるが、多くの場合は表示価格の範囲内に収まる。The UPS StoreやMBEの店舗では、荷物の保険対象額100ドルにつき通常1.25ドル-2.50ドルを請求してくる。一方、UPSカスタマーセンターでは通常100ドルにつき0.80ドルだと言明している。
The UPS Storeでは、2007年11月より「Pack and Ship Promise（梱包・発送保障）」と称する新サービスを提供している。このサービスはThe UPS Storeによるプロの梱包を受けた荷物に、万一、紛失や破損があった場合の梱包・運送費用全額保障が自動的に提供されるものである。ほとんどの店舗において、客の追加負担は少額または無料である。The UPS Storeの店員によって梱包されていない小包や、このプログラムに加入していない店舗から発送された小包は、損害の責任の如何にかかわらずこのプログラムでは梱包費用が保障されない。

## カナダ
アメリカ合衆国以外の国では、カナダはインドに続き2番目にThe UPS Storeの店名を取り入れた国である。2005年のUPS社発表によると、既存のMBEフランチャイジーのうち95%が店名をThe UPS Storeに変更したという。

## インド
インドでは、ジェットエアウェイズ社と同じ企業グループに属する「ジェットエア・ビジネスソリューションズ・プライベート・リミテッド（Jetair Business Solutions Pvt. Ltd.）」がThe UPS Storeのマスターライセンシーとなっている。

## 日本
日本では、MBE社と総代理店契約を結んでいた株式会社エム・ビー・イー・ジャパン（大阪府大阪市都島区）が、1989年12月にMBE第1号店を開店している。1998年8月には、新たに株式会社ファミリーマートによって設立された株式会社MBEジャパン（東京都豊島区、当時）が日本でのマスターライセンシーとなり店舗網を広げていった。同社2005年11月からファミリーマート傘下からオフィス24（VALTECグループ）傘下に移り、2020年以降は株式会社アットピースリーのグループ会社となっている。
2008年7月時点で、日本にはMBEが59店舗存在し、
- 荷物の発送受付、郵便物の発送代行
- 私設私書箱業務（宛先は店舗所在地となり「MBE」のコードと私書箱番号が付く）
- 梱包業務
- 文房具、梱包用品販売
- ドキュメントサービス（印刷、製本、コピーサービス、DTPほか）
- パソコンのタイムレンタル
- DPE

等の業務を行っている。